# Winthemia neowinthemioides
Winthemia neowinthemioides là một loài ruồi trong họ Tachinidae.